# بخش لاوال (مندوسا)
بخش لاوال (به اسپانیایی: Departamento Lavalle) یک منطقهٔ مسکونی در آرژانتین است که در استان مندوسا واقع شده‌است. بخش لاوال ۱۰٬۲۱۲ کیلومتر مربع مساحت و ۳۲٬۱۲۹ نفر جمعیت دارد.